# Leonhard Franz
Leonhard Franz (25. října 1895 Vídeň – 9. července 1974 Innsbruck) byl rakouský prehistorik.

## Život
Studia ve Vídni a Göteborgu ukončil na vídeňské univerzitě v roce 1921 doktorátem filozofie. Po habilitaci z pravěku v roce 1926 na univerzitě ve Vídni byl v letech 1936 až 1939 profesorem prehistorie na Německé univerzitě v Praze. Od roku 1939 do roku 1942 byl profesorem prehistorie a raných dějin na filologicko-historickém oddělení Filosofické fakulty univerzity v Lipsku. Od roku 1942 do roku 1967 byl profesorem prehistorie a raných dějin na univerzitě v Innsbrucku.

## Dílo (výběr)
- Vorgeschichtliches Leben in den Alpen. Wien: Schroll 1929.
- Beiträge zur Vor- und Frühgeschichte Böhmens (1935)[2]
- Die älteste Kultur der Tschechoslowakei (1936)[2]
- Symbolik der europäischen Urzeit und der germanischen Völker. spoluautor: Frederik Adama van Scheltema. Leipzig: Hiersemann 1941.
- Eine keltische Niederlassung in Südböhmen (1942)[2]
- Wirtschaftsformen der Vorzeit. Rudolf M. Rohrer Verlag, 1943.
- Die frühdeutschen Altertümer im Tiroler Landesmuseum zu Innsbruck. Innsbruck 1944, OCLC 692947604.
- Goethe und die Urzeit. Innsbruck 1949, OCLC 600599085.
- Die vorgeschichtlichen Altertümer von Fritzens. Innsbruck 1950, OCLC 891766553.
- Die Kultur der Urzeit Europas. Frankfurt am Main 1969, OCLC 603356657.